# Germaine Cousin

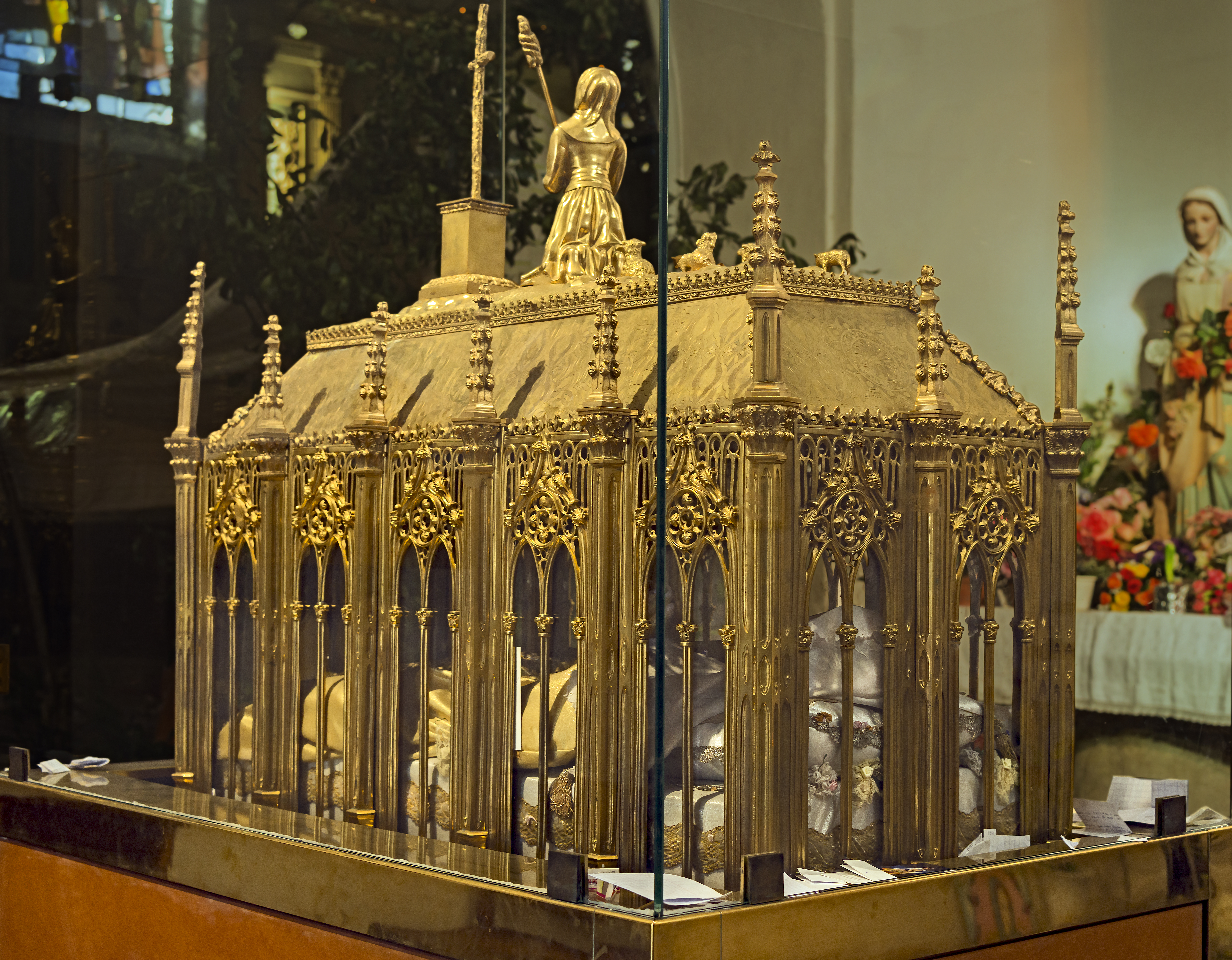
Schrijn van Germaine Cousin

Germaine Cousin (rond 1579-1601) is een Franse, Rooms-katholieke heilige.

## Leven
Cousin werd geboren in Pibrac in een arm boerengezin. Over haar leven zijn weinig feiten bekend: ze zou misvormd en met een zwakke gezondheid geboren zijn, haar moeder zou kort na haar geboorte gestorven zijn en ze zou slecht behandeld zijn geweest door haar stiefmoeder. Ze viel op bij haar tijdgenoten door haar grote godsvrucht en er deden allerlei wonderlijke verhalen over haar de ronde.

## Heiligverklaring
Na haar dood op jonge leeftijd werd ze begraven in de kerk van Pibrac. Er deden al snel verhalen de ronde van mensen die genezen werden nadat ze aan haar graf hadden gebeden. Ook werd vastgesteld dat haar ongebalsemde lichaam niet verging. In 1700 werd er al tevergeefs een proces opgestart om haar zalig te laten verklaren. In 1854 werd ze toch door paus Pius IX zalig verklaard en in 1867 werd ze heilig verklaard. In Pibrac is er een basiliek voor haar gebouwd en daarin staat een schrijn met haar lichaam. Haar naamdag in de Rooms-Katholieke kerk is 15 juni. Ze wordt aanbeden als patroonheilige van de herders, omdat ze zelf aan de kost kwam als herderin.